# 国際連合安全保障理事会決議175
国際連合安全保障理事会決議175（こくさいれんごうあんぜんほしょうりじかいけつぎ175、英語: United Nations Security Council Resolution 175、UNSCR175）は、1962年9月12日に国際連合安全保障理事会で全会一致で採択された決議である。トリニダード・トバゴの国連加盟申請を検討し、同国の加盟承認を総会に勧告した。